# Association sportive de la Garde nationale nigérienne
|  | No s'ha de confondre amb Association sportive Garde nationale. |

L'Association Sportive de la Garde Nationale Nigérienne o AS GNN és un club de futbol del Níger de la ciutat de Niamey. Fins al 2011 s'anomenà AS FNIS (Forces Nationales d'Intervention et Securite).

## Palmarès
- Lliga nigerina de futbol:[2]

2005, 2006, 2011, 2014, 2023, 2024
- Copa nigerina de futbol:[3]

2007, 2018
- Supercopa nigerina de futbol:

2011